# Eupsittula nana
El perico pecho sucio, perico jamaicano, periquito azteca o aratinga jamaicana (Eupsittula nana) es una especie de ave psitaciforme de la familia Psittacidae ampliamente distribuida en México, Centroamérica y el Caribe (Islas Caimán, Jamaica y La Española). En México, vive principalmente en la planicie costera del Golfo, Oaxaca, Tabasco, Chiapas y en la península de Yucatán.

## Descripción
Mide de 20 a 26 cm de largo. Es de color verde, con el pecho de color oliva (casi de tonalidad café, de ahí que reciba su nombre común de perico pecho sucio) y las puntas de las alas azules; tiene un anillo ocular de color blanquecino. El pico es de color hueso y gris, y las patas son de un tono gris rosado. Posee una larga cola. Pesa alrededor de 76 g. No presenta dimorfismo sexual aparente (los machos y las hembras son muy similares).

## Distribución y hábitat

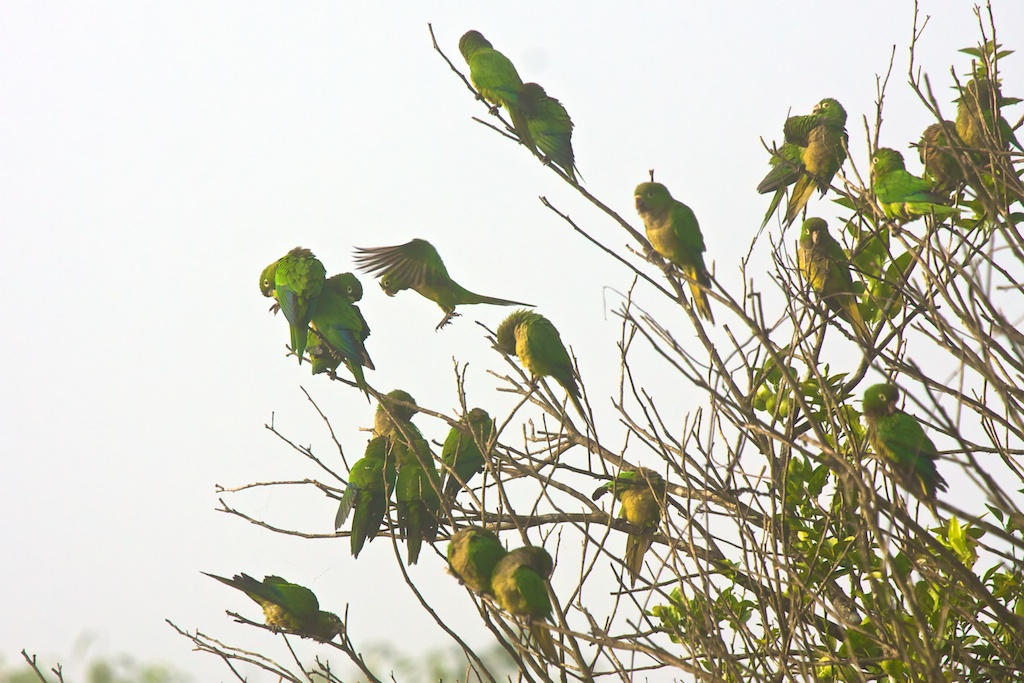
Grupo de pericos en Belice.

Tiene dos poblaciones muy disyuntas. La subespecie nominal E. n. nana se encuentra naturalmente en Jamaica y se ha introducido en la República Dominicana. La subespecie E. n. vicinalis se encuentra en el noreste de México desde Tamaulipas hasta el norte de Veracruz. E. n. astec se encuentra en el lado caribeño desde Veracruz a través de Guatemala, Belice, Honduras, Nicaragua y Costa Rica hasta la provincia occidental de Bocas del Toro en Panamá.
El hábitat principal del perico pecho sucio son los bosques caducifolios. También habita en el interior y bordes de bosques húmedos, áreas ribereñas, matorrales y paisajes más abiertos como plantaciones, claros con árboles y jardines. Ocurre en rodales de pinos en todas partes, un hábitat muy utilizado en la República Dominicana. En elevación alcanza los 1000 m en México, 1100 m en Honduras, 700 m en Costa Rica y 1500 m en Jamaica.

## Comportamiento

### Alimentación
Una parte importante de la dieta de estos periquitos son los frutos de Ficus; también comen otras frutas, hojas y flores. En Jamaica, la especie se ve típicamente en bandadas de hasta unos 20 individuos. En esa isla es una plaga de cultivos, alimentándose especialmente de maíz pero también de frutas cultivadas. En el continente, las bandadas pueden tener 50 o más miembros y, a veces, incluyen al perico frentirrojo.

### Reproducción
Anida entre marzo y junio en Jamaica y un poco antes en la República Dominicana. Anida entre enero y abril en Costa Rica y abril y mayo en Belice y Guatemala. En todas las zonas anida en cavidades de termiteros, que suele excavar él mismo. Anida en huecos de árboles en Jamaica, algunos de ellos hechos por pájaros carpinteros. La hembra pone de tres a cinco huevos. Se desconoce el período de incubación, el tiempo hasta la aparición de plumas en los polluelos y los detalles del cuidado de los padres.

## Subespecies
- Eupsittula nana nana
- Eupsittula nana astec
- Eupsittula nana vicinalis

## Amenazas y conservación

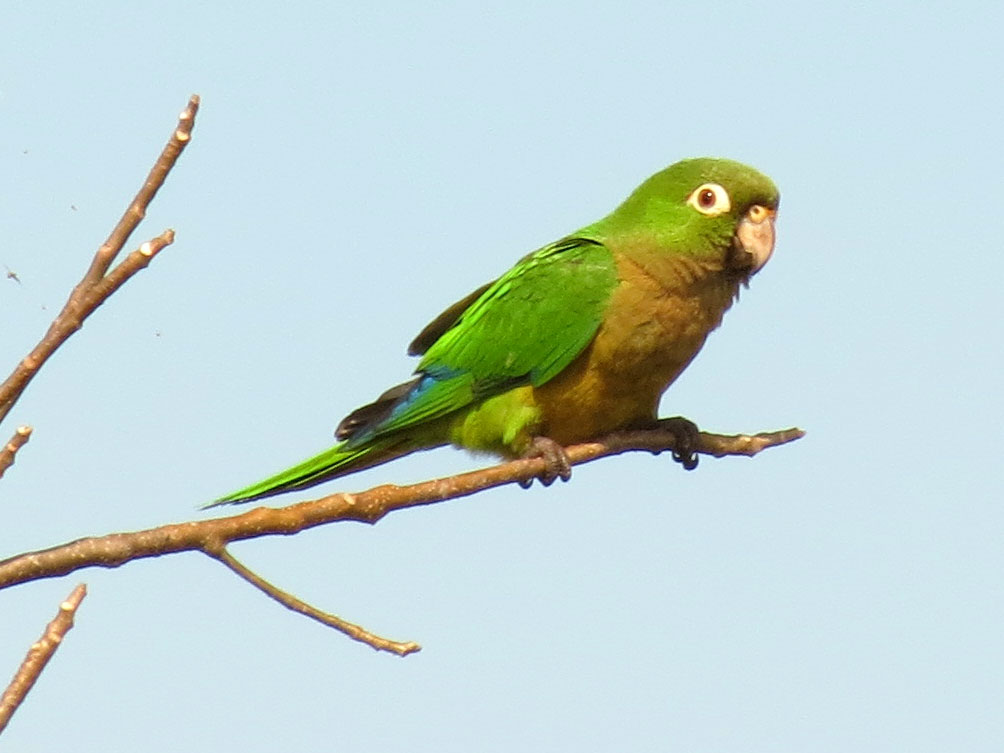
Eupsittula nana.

De acuerdo con la Lista Roja de la UICN, el perico pecho sucio está catalogado como especie casi amenazada, siendo sus principales amenazas el comercio ilegal como mascotas, la tala de árboles, los incendios forestales y la caza por parte de algunos agricultores, ya que estos pericos son considerados plagas que arruinan sus cultivos. Aunque en algunos países su población sufrió un declive rápido, su población en la República Dominicana aparentemente está aumentando, por lo que podría llegar a superar en número a la población actual que vive en México y América Central.